# Leucochromodes euphthinylla
Leucochromodes euphthinylla is een vlinder van de familie van de grasmotten (Crambidae), uit de onderfamilie van de Spilomelinae. De wetenschappelijke naam van deze soort is voor het eerst voorgesteld als Leucochroma euphthinylla door Harrison Gray Dyar Jr. in een publicatie uit 1914.
De soort komt voor in Panama.